# 俄罗斯米申 (阿拉斯加州)
俄罗斯米申（英語：Russian Mission），是美国阿拉斯加州的一座城市，位于育空河Yukon-Kuskokwim三角洲处的西岸，距离州最大城市安克雷奇以西376英里。1837年，俄美公司在这里设立了第一个毛皮交易所。据当时记载这个居住点记录为一个名叫“Iqurmuit”的爱斯基摩村。，1857年，俄罗斯阿留申人牧师Jacob Netzuetov在这里成立了阿拉斯加第一个东正教传教团。1900年，这个村庄被改名为俄罗斯米申，意思为“俄罗斯传教团”。
该市的人口在2000年为296人，2010年有312人。人口在阿拉斯加州排行第85。一个名叫“Iqurmuit”的印第安部落居住在此处。